# Carol Iancu
Carol Iancu est un historien roumain et français né le 28 avril 1946 à Hârlău (Roumanie), dont les thèmes de recherche sont l'histoire des Juifs (particulièrement en Roumanie et en Provence), des relations judéo-chrétiennes, de l’antisémitisme et de la Shoah ainsi que l'histoire des relations internationales.

## Biographie
Carol Iancu naît en 1946 à Hârlau (Royaume de Roumanie) dans une modeste famille juive pratiquante. Il évoquera la communauté juive de Hârlău dans son ouvrage en roumain Juifs de Hârlau. L'histoire d'une communauté (roumain : Evreii din Hârlău. Istoria unei comunități) qu'il publiera en 2017 pour participer à la restauration de la synagogue de la ville. Il fait ses études primaires et secondaires en Roumanie où il obtient son baccalauréat en 1963 au lycée de Jassy. De 1968 à 1971, il mène des études universitaires d'histoire à l'Université hébraïque de Jérusalem où il obtient le diplôme de Master of Arts en 1972. De 1970 à 1972, il est boursier du gouvernement français et entame une carrière universitaire à l'Université de Provence Aix-Marseille I où il obtient un doctorat de troisième cycle en 1976 puis un doctorat d'État ès Lettres et Sciences Humaines en 1991.
Chargé de cours à l'université Paul Valéry de Montpellier, il y fait toute sa carrière jusqu'à être Professeur titulaire, classe exceptionnelle en 2011 puis professeur émérite, classe exceptionnelle (en 2015). Il a aussi enseigné dans d'autres universités en France et à l'étranger, notamment à l'Université libre de Bruxelles, à l'Université de Bucarest et dans d'autres universités roumaines et israéliennes.
Il a détenu de nombreuses responsabilités scientifiques à l'Université Paul Valéry, dans les universités roumaines et des responsabilités culturelles à l'Association des amis de Jules Isaac. Il est aussi président de l’Amitié judéo-chrétienne de France, section Jules Isaac de Montpellier (depuis 2000). Il a dirigé l’Ecole des Hautes Études du Judaïsme de 2001 à 2016 à l'INALCO.

## Famille
Son épouse, Danièle Iancu-Agou, née le 30 mai 1945 dans le Sud-Algérois est une historienne spécialiste de l'histoire des monothéismes et plus particulièrement du judaïsme provençal.
Leur fils Mickaël Iancu est aussi un historien spécialiste de l’histoire des Juifs en Occitanie.

## Ouvrages
La liste complète comprendrait plus de 300 titres. Cette liste est donc partielle et ne mentionne ni les nombreux articles ni les ouvrages sous la direction de Carol Iancu, ni les traductions en roumain ou en anglais. On trouvera une liste plus complète dans les « notices d'autorité » plus bas sur les « données » fournies par la BNF.
- Les Juifs en Roumanie (1866-1919) : de l'exclusion à l'émancipation (préf. Pierre Guiral), Editions de l'Université de Provence, 1979, 382 p., thèse de troisième cycle
- Bleichröder et Crémieux. le combat pour l'émancipation des Juifs de Roumanie devant le congrès de Berlin. correspondance inédite  (1878-1880), Université Paul Valéry, 1987
- L'émancipation des juifs de Roumanie (1913-1919), Université Paul Valéry, 1992
- Le combat international pour l'émancipation des juifs de Roumanie: 1913-1919, Universite de Tel Aviv, 1994
- Danièle et Carol Iancu, Les Juifs du Midi, une histoire millénaire, Avignon, éd. A. Barthélémy, 1995
- Les juifs en Roumanie, 1919-1938: de l'émancipation à la marginalisation, Peeters, 1996
- La Shoah en Roumanie: les Juifs sous le régime d'Antonescu (1940-1944) : documents diplomatiques français inédits, Université Paul Valéry, 2000
- Les mythes fondateurs de l'antisémitisme: de l'Antiquité à nos jours, Toulouse, Éditions Privat, 2003, 2017
- Alexandre Safran: une vie de combat, un faisceau de lumière, Université Paul-Valéry Montpellier III, 2007
- Alexandre Safran et la Shoah inachevée en Roumanie: recueil de documents (1940-1944)éditeur=Éditions Hasefer, Bucarest, 2010
- Alexandre Safran et les Juifs de Roumanie durant l’instauration du communisme. Documents inédits des archives diplomatiques américaines et britanniques, 1944-1948, Iași, édition de l’université Alexandru Ioan Cuza, 2016

## Hommages
- Docteur honoris causa de quatre universités roumaines (Cluj, Iasi, Oradea et Constanta)[5]
- Danielle Delmaire, Lusyan-Zeʼev Hershḳovits, Felicia Waldman, Roumanie, Israël, France : parcours juifs ; hommage au professeur Carol Iancu, H. Champion, 2014